# الختان في اليهودية

الختان عند اليهود

تمارس شعيرة الختان في اليهودية في اليوم الثامن من عمر الطفل في بريت ميلاه.
في الميتزيتزاه (بالعبرية: מְצִיצָה)، حيث يوضع واق فوق القلفة بالقرب من الحشفة قدر الإمكان للسماح بإزالة القلفة إلى أقصى حد دون أي إصابة للحشفة. يستخدم مشرط لفصل القلفة.
يذكر التلمود (مشناه شبات 19: 2) الميتزيتزاه على أنها خطوة ثالثة من خطوات المشاركة في طقوس الختان وهي المص. يكتب التلمود أن "الموهل (الختّان) الذي لا يمص يخلق خطرًا، ويجب طرده من الممارسة".
يشرح راشي في هذا المقطع التلمودي أن هذه الخطوة من أجل سحب بعض الدم من عمق الجرح لمنع الخطر على الطفل. هناك تقنيات مطهرة ومضادات حيوية حديثة أخرى - تُستخدم جميعها كجزء من بريت ميلاه اليوم - والتي يقول الكثيرون إنها تحقق الغرض المقصود من الميتزيتزاه، ومع ذلك، نظرًا لأن الميتزيتزاه هي واحدة من الخطوات الأربع لتحقيق الوصية، فإن اليهود الأرثوذكس والأرثوذكس المتطرفين والحسيديين لا يزالون يمارسونها.

## الختان مع المص
أصبحت الطريقة التقليدية لأداء عملية الختان (بالعبرية: מְצִיצָה בְּפֶה، والمختصرة باسم MBP)) - أو المص الفموي - مثيرة للجدل. تتطلب العملية أن يضع الموهل فمه مباشرة على جرح الأعضاء التناسلية للطفل لسحب الدم بعيدًا عن الجرح. لم تعد العديد من مراسم الختان تستخدم عملية الختان، لكن اليهود الحريديم يواصلون ممارستها، في حين لم يمارسها القرائيون التقليديون وبيتا إسرائيل أبدًا. تشكل الممارسة خطرًا خطيرًا لانتشار الهربس إلى الرضيع. يزعم المؤيدون أنه لا يوجد دليل قاطع يربط الهربس بالختان، وأن محاولات الحد من هذه الممارسة تنتهك الحرية الدينية.